# Jack I. Gregory

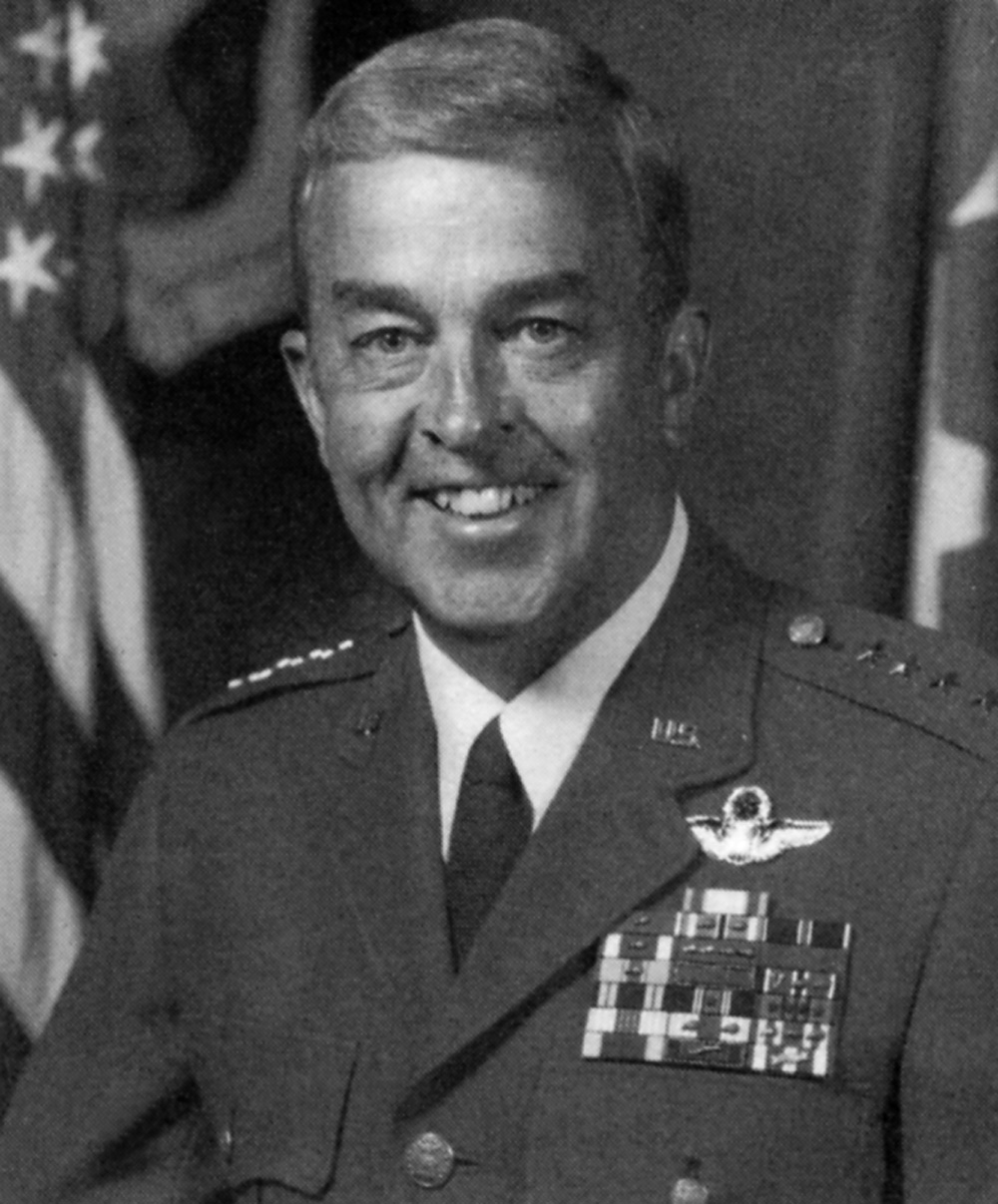
Jack I. Gregory

Jack Irvin Gregory  (* 2. Juli 1931 in Somerset, Pulaski County, Kentucky) ist ein pensionierter General der United States Air Force. Er war unter anderem Kommandeur der Pacific Air Forces.

## Leben
Gregory besuchte die öffentlichen Schulen seiner Heimat einschließlich der Somerset High School. Über das ROTC-Programm der University of Kentucky gelangte er im Jahr 1953 in das Offizierskorps der United States Air Force. Dort durchlief er anschließend alle Offiziersränge vom Leutnant bis zum Vier-Sterne-General.
Im Lauf seiner militärischen Karriere absolvierte Gregory verschiedene Kurse und Schulungen. Dazu gehörten unter anderem eine Pilotenausbildung, das Air Command and Staff College und das Air War College. Außerdem erhielt er einen akademischen Grad von der George Washington University. In seinen frühen Jahren als Offizier der Luftwaffe war er an verschiedenen Stützpunkten in den Vereinigten Staaten, aber auch in Südkorea und Japan stationiert. Dabei war er als Pilot, Flugausbilder oder Stabsoffizier bei unterschiedlichen Einheiten tätig. Zwischen 1966 und 1969 war er in Deutschland zunächst auf der Bitburg Air Base und dann auf der Spangdahlem Air Base stationiert. Dort war er Kampfpilot und Stabsoffizier bei der 53rd Fighter Squadron.
Anschließend wurde er auf die Udorn Royal Thai Air Force Base in Thailand verlegt. Dort gehörte er in den Jahren 1969 und 1970 der 13th Fighter Squadron an, in der er es bis zum Kommandeur einer Kampfgruppe aus Flugzeugen vom Typ McDonnell F-4 Phantom II brachte. Dabei war er im Vietnamkrieg eingesetzt, wobei er es auf über 250 Einsätze brachte.
Nach seiner Rückkehr in die Vereinigten Staaten war Jack Gregory zwischen 1970 und 1973 Stabsoffizier im Hauptquartier der Air Force in Washington, D.C. Dort gehörte er dessen Abteilung für Planungen und Operationen an und befasste sich mit militärischen Angelegenheiten in Südostasien. Daran schloss sich sein Studium am Air War College an. Im weiteren Verlauf der 1970er Jahre setzte Jack Gregory seine Offizierslaufbahn fort. Er wurde stellvertretender und danach regulärer Kommandeur des 347. Geschwaders (347th Rescue Wing). Im Oktober 1978 erhielt er auf der George Air Force Base in Kalifornien das Kommando über die 831. Luftdivision (831st Air Division). Anschließend war er Stabsoffizier beim Tactical Air Command, das auf der Langley Air Force Base in Virginia ansässig war.
Im Juni 1981 wurde Gregory auf die Nellis Air Force Base in Nevada versetzt, wo er zwischen dem 3. Juni 1981 und 11. Mai 1983 das United States Air Force-Warfare-Center kommandierte. Daran schloss sich eine Versetzung zur Bergstrom Air Force Base in der Nähe von Austin in Texas an. Dort übernahm er den Oberbefehl über die 12. Luftflotte. Dieses Amt bekleidete er bis zum Juni 1985. Es folgte eine Versetzung nach Südkorea, wo er in Personalunion gleichzeitig stellvertretender Kommandeur der United States Forces Korea, der kombinierten Südkoreanisch-amerikanischen Streitkräfte, und des United Nations Commands. Im September 1986 wurde er zusätzlich auch Kommandeur der 7. Luftflotte, die damals auf der Osan Air Base, ebenfalls in Südkorea, gerade reaktiviert worden war.
Am 16. Dezember 1986 wurde er als Nachfolger von Robert W. Bazley neuer Kommandeur der Pacific Air Forces, deren Hauptquartier sich auf der Hickham Air Force Base in Hawaii befindet. Dieses Amt hatte er bis zum 22. Juli 1988 inne, als Merrill McPeak seine Nachfolge antrat. Gleichzeitig schied er aus dem aktiven Militärdienst aus.

## Orden und Auszeichnungen
Jack Gregory erhielt im Lauf seiner militärischen Laufbahn unter anderem folgende Auszeichnungen:
- Defense Distinguished Service Medal
- Air Force Distinguished Service Medal
- Legion of Merit
- Bronze Star Medal
- Distinguished Flying Cross
- Meritorious Service Medal
- Air Medal
- Air Force Commendation Medal